# Vườn quốc gia Si Phang-nga
Vườn quốc gia Si Phang-nga (tiếng Thái: ศรีพังงา) là một vườn quốc gia nằm tại tỉnh Phang Nga ở miền Nam Thái Lan, bao gồm các phần phía Đông của các huyện Khura Buri và Takua Pa.
Cảnh quan của vườn quốc gia này bị chi phối là các núi lởm chởm được bao phủ bởi những khu rừng khộp, giống như Khao Sok nằm tiếp giáp ở phía đông.
Việc thành lập vườn quốc gia này được công bố trên Công báo Hoàng gia số 105 mục số 60, vào 16 tháng 4 năm 1988.